# Oxyrhynchos
Oxyrhynchus (græsk Οξύρυγχος, i dag: Al Bahnasa) er et område i Egypten ca. 160 km syd-sydvest for Kairo og ca. 11 km nordvest for Bani Masar. Stedet, som har sit navn efter en fisk i den egyptiske mytologi, er især kendt for enestående arkæologiske fund, især udgravninger af en stor mængde papyri fra antikken, herunder skrifter fra den tidligste kristne kirke. Blandt de vigtigste papyrusfund i Oxyrynchus er tidlige udgaver af nytestamentlige tekster, der er usædvanligt velbevarede pga. det tørre ørkensand, dokumenterne blev begravet i efter muslimske hellige krigeres overtagelse af området.
Blandt fundene er talrige kilder til det administrative og økonomiske liv i Egypten indtil 7. århundrede e. Kr. Talrige dokumenter fra stedet er uvurderlige til belysning af den tidlige kirke og dens tekster, da de her foreligger i udgaver, der for manges vedkommende er langt ældre end de hidtil kendte. Dele af Matthæusevangeliet og Markusevangeliet er hentet op af sandet i udgaver fra henholdsvis 3. og 5.århundrede, kapitler af Johannesevangeliet fra 3. århundrede, første kapitel af Romerbrevet fra 4. århundrede og 1. Petersbrev fra 4.-5. århundrede. Fundene i Oxyrhynchus af de nytestamentlige skrifter i meget tidlige udgaver anvendes i arbejdet med at fastslå ægtheden af de nutidige tekstudgaver i Ny Testamente. Derudover er der papyrusfund af apokryfe evangelier, som blev læst som opbyggelig litteratur, selv om de ikke hører til de kanoniske skrifter.
Forskningen i de mange papyrusfund har stået på siden 1930'erne, i mange år under ledelse af professor Peter Parsons fra Oxford University. 80 store bind er udgivet med kildetekster fra Oxyrhynchus Papyri , og yderligere mindst 40 bind forventes udgivet, efterhånden som det uhyre materiale bliver undersøgt. Tekstfundene i Oxyrhynchus er vigtige kilder til Egyptens historie, ikke mindst til den lange kristne periode i landet før den muslimske magtovertagelse. Mange videnskabelige arbejder om egyptisk historie og den kristne kirkes historie er i høj grad baseret på dokumentfundene fra Oxyrhynchus.